# Elmwood Park (Illinois)
Elmwood Park è un comune degli Stati Uniti d'America, situato in Illinois, nella contea di Cook.

## Amministrazione

### Gemellaggi
- Frosinone